# Potokî, Katerînopil
Potokî (în ucraineană Потоки) este localitatea de reședință a comunei Potokî din raionul Katerînopil, regiunea Cerkasî, Ucraina.

## Demografie
Componența lingvistică a localității Potokî
     Ucraineană (97,56%)
     Rusă (2,13%)
Conform recensământului din 2001, majoritatea populației localității Potokî era vorbitoare de ucraineană (97,56%), existând în minoritate și vorbitori de rusă (2,13%).